# Les balles ne reviennent pas
Pour plus de détails, voir Fiche technique et Distribution.
Les balles ne reviennent pas (Οι σφαίρες δεν γυρίζουν πίσω (I sféres then yirízoun píso)) est un film grec réalisé par Nikos Foskolos et sorti en 1967.
Le film réalisa 307 000 entrées dans la région Athènes-Le Pirée en 1967.

## Synopsis
Un fermier, Stathis Karatasos (Angelos Antonopoulos), est accusé à tort d'être le chef d'une troupe de bandits de grand chemin. Arrêté, il s'évade peu de temps avant son exécution. Il est alors poursuivi par la police et par les bandits qui sont persuadés qu'il a leur butin. Un repris de justice, Tsakos (Kostas Kazakos), a aussi été lancé à sa poursuite par les autorités, en échange de son élargissement définitif. Mais, après avoir rencontré la famille de Stathis, Tsakos décide de lui apporter son aide.

## Fiche technique
- Titre : Les Balles ne reviennent pas
- Titre original : Οι σφαίρες δεν γυρίζουν πίσω (I sféres then yirízoun píso)
- Réalisation : Nikos Foskolos
- Scénario : Nikos Foskolos
- Direction artistique :
- Décors : Markos Zervas
- Costumes : Mairi Tsagkaraki
- Photographie : Nikos Dimopoulos
- Son : Mimis Kasimatis
- Montage : Petros Lykas
- Musique : Mimis Plessas
- Société(s) de production : Finos Film
- Pays d'origine :  Grèce
- Langue : grec
- Format :  Noir et blanc
- Genre : Film en fustanelle
- Durée : 112 minutes
- Dates de sortie : 1967

## Distribution
- Kostas Kazakos
- Mema Stathopoulou (el)
- Angelos Antonopoulos (el)
- Spyros Kalogirou (el)
- Pavlos Liaros
- Betty Arvaniti (en)

## Récompenses
Festival du cinéma grec 1967 (Thessalonique) : meilleure musique